# 天山花楸
天山花楸（学名：Sorbus tianschanica）为蔷薇科花楸属的植物。分布在阿富汗、土耳其以及中国大陆的甘肃、新疆、青海等地，生长于海拔2,000米至3,200米的地区，一般生于高山溪谷中以及云杉林边缘。

## 异名
- Sorbus tianschanica Rupr. var. integrifoliata Yu
- Sorbus tianschanica Rupr. var. tomentulosa Ch. Y. Yang et Y. L. Han